# NGC 4879
NGC 4879 ist ein etwa 16 mag heller Stern im Sternbild der Jungfrau (Rektaszension: 13:00:25.5; Deklination: -06:06:40). Am 23. März 1789 notierte Wilhelm Herschel bei einer Beobachtung „N4878,9 III 758,9 20m 55s f, 1d 53m n Two nebulae, both vF, vS. N4888 II 778 21m 12s f, 1d 54m n F, S, sf a double star“. Herschel hielt den Stern irrtümlich für eine Galaxie, so erlangte dieser einen Eintrag in den Katalog.